# Momar N'Diaye
Pour les articles homonymes, voir N'Diaye.
Momar N'Diaye est un footballeur sénégalais né le 13 juillet 1987 à Yeumbeul (Sénégal). Il évolue au poste d'attaquant au FC Pune City.

## Biographie
Formé au centre de Génération Foot Dakar au Sénégal, il profite du pont existant avec le club de Metz pour finir sa formation de footballeur en France. Lors de la saison 2006-2007, à 20 ans, il est champion de Ligue 2 avec le club lorrain en jouant 17 matchs en Ligue 2.
L'année suivante est très décevante pour le FC Metz qui est relégable dès le début du championnat. Malgré la descente du club en Ligue 2, il fait tout de même de belles performances et marque 4 buts en 28 matchs.
En juin 2008, il est prêté à La Berrichonne de Châteauroux pour une saison et pour acquérir du temps de jeu.
Il disputera 27 matches avec Chateauroux et marquera 3 buts.
Il a été appelé pour la première fois en équipe nationale à 18 ans, pour le match du 8 octobre 2005 contre le Mali à Dakar. Il intègre, par la suite, l'équipe du Sénégal espoir à plusieurs reprises de 2006 à 2008.
Le 21 janvier 2010, il rejoint libre le club allemand du Rot Weiss Ahlen, lanterne rouge de Bundesliga 2. Un contrat d'un an et demi comprenant une clause libératoire en cas de descente.
En mai 2010, il signe au FSV Francfort. Il disputera 24 matches avec Francfort, surtout en position d'attaquant droit et se blesse malheureusement à la jambe.
Complètement rétabli,  il signe en 2012 un contrat avec le Beijing Baxy FC en Ligue 1 chinoise.

## Carrière
| Saison        | Club                   | Pays       | Championnat        | Sénégal         |
| ------------- | ---------------------- | ---------- | ------------------ | --------------- |
| jusqu'en 2001 | Génération Foot Dakar  | Sénégal    | - (-)              |                 |
| 2001-2002     | FC Metz B              | France     | Équipe réserve     |                 |
| 2004-2005     | FC Metz                | France     | 4 matchs / 0 but   |                 |
| 2005-2006     | FC Metz                | France     | 13 matchs / 1 but  | 1 match / 1 but |
| 2006-2007     | FC Metz                | France     | 17 matchs / 1 but  |                 |
| 2007-2008     | FC Metz                | France     | 28 matchs / 4 buts |                 |
| 2008-2009     | LB Châteauroux (prêt)  | France     | 20 matchs / 0 but  |                 |
| 2009-Jan.2010 | FC Metz                | France     | 6 matchs / 0 but   |                 |
| Jan.2010-2010 | Rot-Weiss Ahlen (prêt) | Allemagne  | 6 matchs / 1 but   |                 |
| 2010-2011     | FSV Francfort          | Allemagne  | 24 matchs / 5 buts |                 |
| 2011-2012     | FSV Francfort          | Allemagne  | 14 matchs          |                 |
| 2012          | Beijing Baxy FC        | Chine      |                    |                 |
| 2014-2015     | Aversa Normanna        | Italie     | 9 matchs/1 but     |                 |
| 2014-2015     | Louhans-Cuiseaux       | France     | 12 matchs/2 buts   |                 |
| 2015-2016     | Jeunesse d'Esch        | Luxembourg | 26 matchs/24 buts  |                 |
| 2016-2017     | F91 Dudelange          | Luxembourg | 14 matchs/2 buts   |                 |
| 2017-2019     | Jeunesse d'Esch        | Luxembourg | 46 matchs/20 buts  |                 |
| 2019-2021     | FC Rodange 91          | Luxembourg | 22 matchs/3 buts   |                 |

## Palmarès
- 1 sélection et 1 but en équipe du Sénégal depuis 2005
- Champion de France de Ligue 2 en 2007 avec le FC Metz
- Champion du Luxembourg en 2017 avec F91 Dudelange

## Statistiques
- 45 matchs et 5 buts en Ligue 1
- 43 matchs et 1 but en Ligue 2
- 30 matchs et 6 buts en 2.Bundesliga